# Cyclopogon deminkiorum
Cyclopogon deminkiorum là một loài thực vật có hoa trong họ Lan. Loài này được Burns-Bal. & M.S.Foster mô tả khoa học đầu tiên năm 1985.